# خط آی‌ان‌دی بلوار کویینز
خط آی‌ان‌دی بلوار کویینز (انگلیسی: IND Queens Boulevard Line) یکی از خط‌های متروی نیویورک سیتی در بخش منهتن و کویینز است.
این خط که در سال ۱۹۳۳ تأسیس شده دارای ۲۵ ایستگاه است.

## نگارخانه

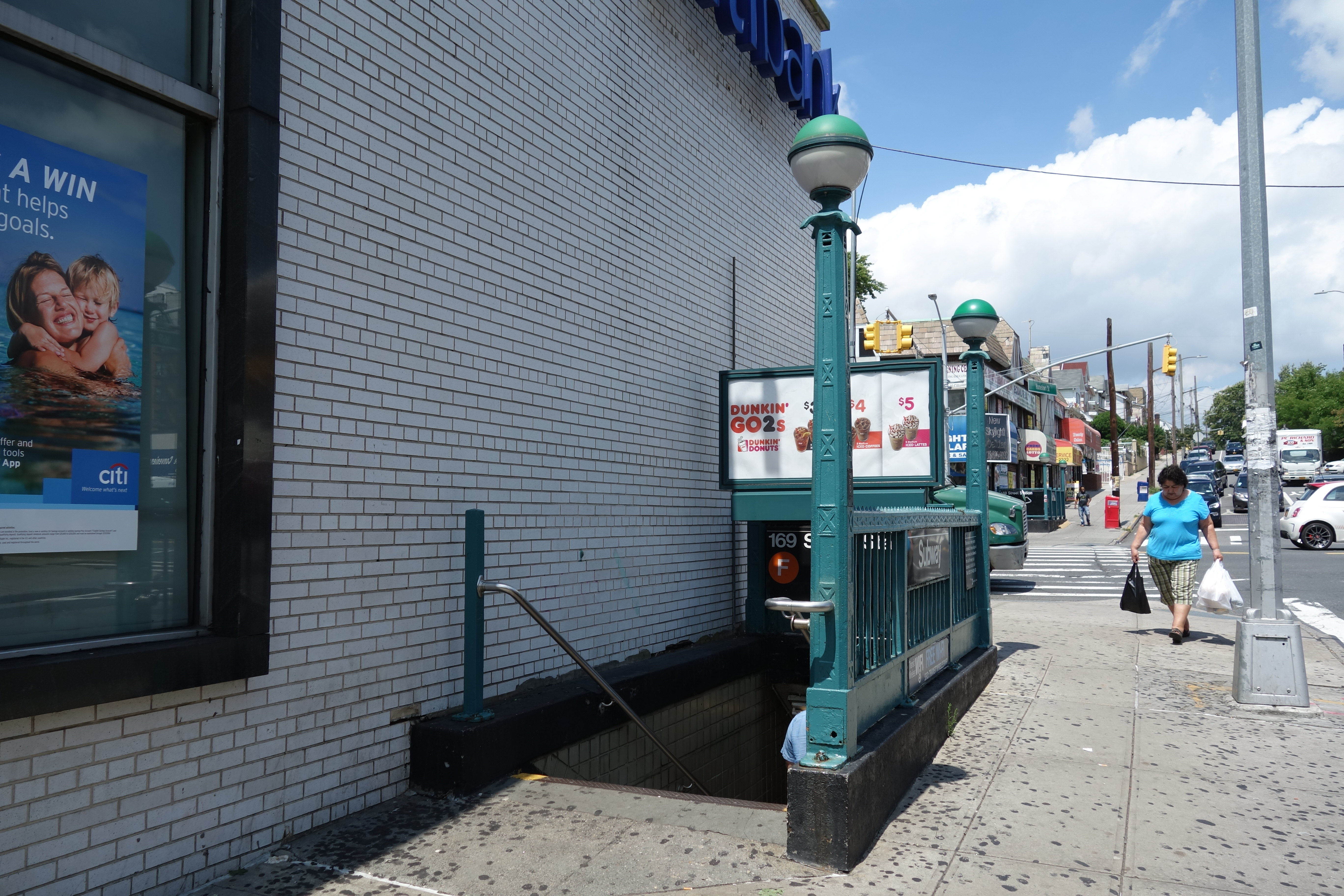
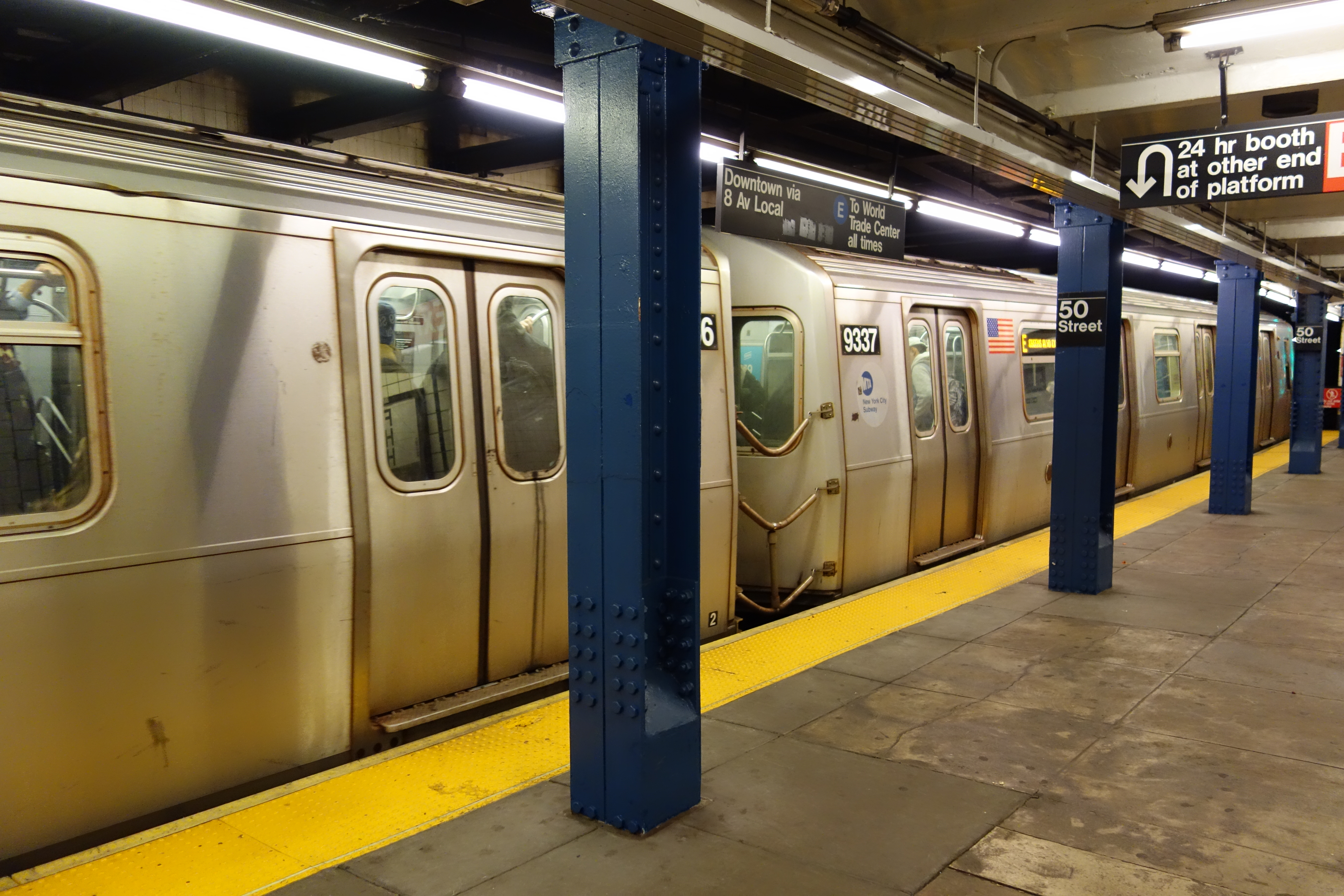
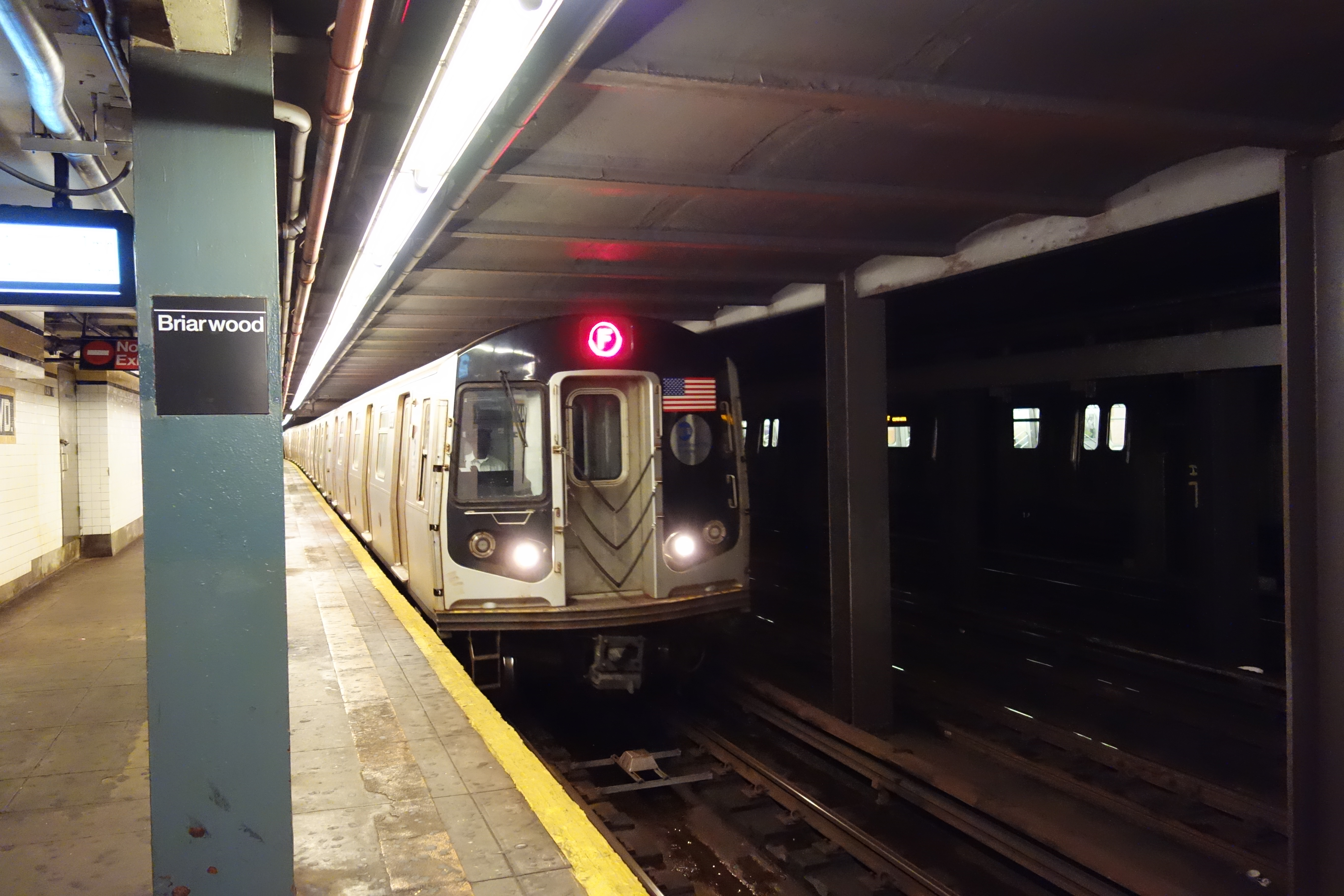
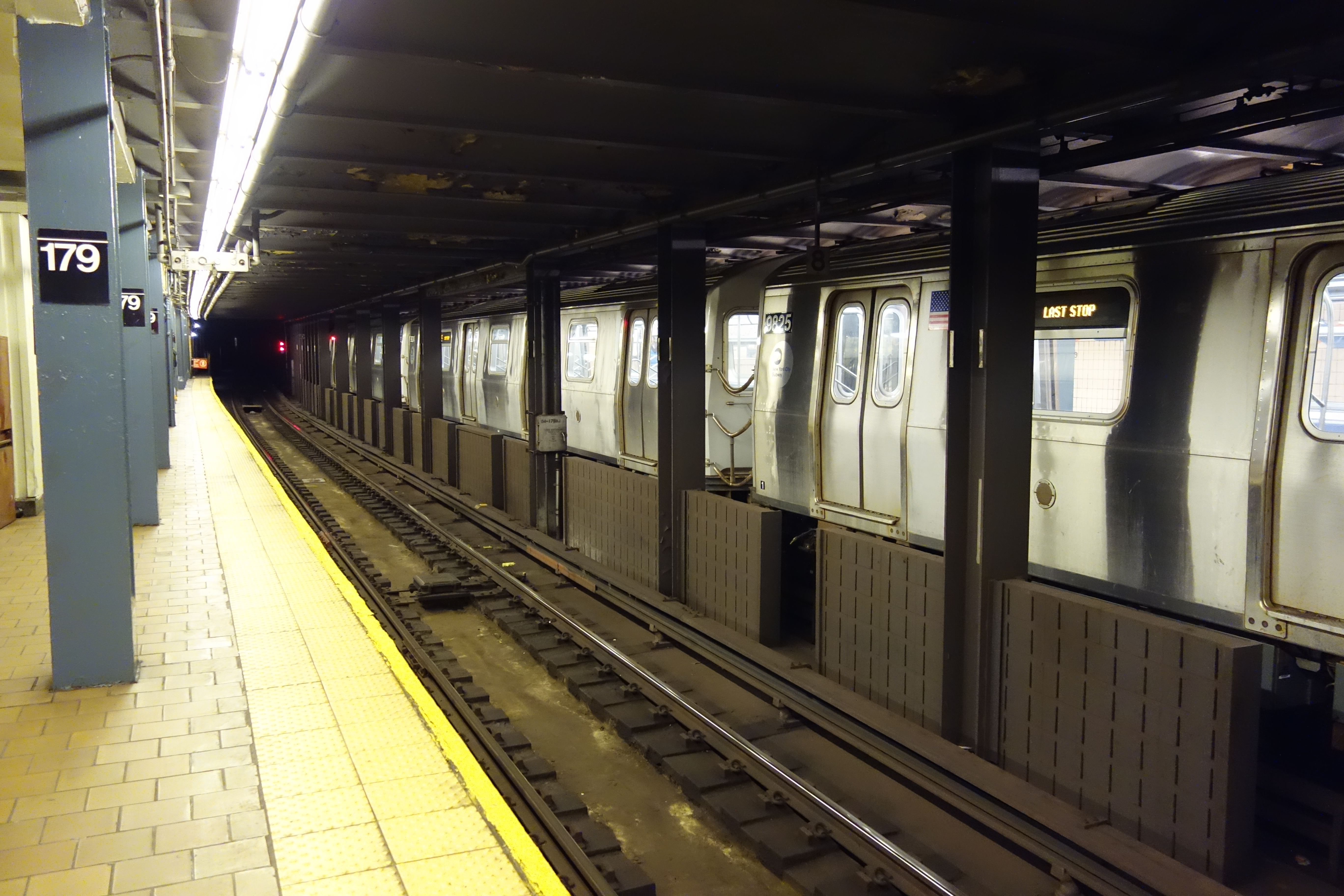